# كونجاكو مونوغاتاري
كونجاكو مونوغاتاري شو (باللغة اليابانية :今昔物語集) وتعني «مجموعة قصص الماضي» هي عبارة عن مجموعة من أكثر من ألف قصة كتبت في فترة هييآن (794-1185). كانت النسخة الأصلية تتألف من 31 جزءاً لم يبق منها غير 28 جزءاً اليوم. تتحدث هذه القصص عن حكايا مختلفة من الهند، الصين، واليابان.

## محتويات
تقسم محتويات هذا العمل حسب أصل الحكاية. الأجزاء الخمسة الأولي تتضمن حكايا من الهند، والأجزاء الخمسة التالية تتضمن حكايا من الصين، وباقي الأجزاء تضم حكايا من اليابان. أغلب الحكايا مستقاة من الديانة البوذية.
تبدأ جميع الحكايات في المجموعة بعبارة إما وا موكاشي (باللغة اليابانية :今ハ) وتعني منذ زمن بعيد، ولفظ هذه العبارة باللغة الصينية هو كونجاكو ومن هنا تأتي تسمية المجموعة القصصية.